# Oberea artocarpi
Oberea artocarpi là một loài bọ cánh cứng trong họ Cerambycidae.